# Pauesia macrogaster
Pauesia macrogaster är en stekelart som först beskrevs av William Harris Ashmead 1891.  Pauesia macrogaster ingår i släktet Pauesia och familjen bracksteklar. Inga underarter finns listade i Catalogue of Life.